# Aalden
Aalden is een dorp in de provincie Drenthe (Nederland) en ligt in de gemeente Coevorden.

## Beschrijving
Aalden vormt samen met buurdorp Zweeloo haast een geheel, enkel gescheiden door de Aelderstroom of Westerstroom. Het dorp bestaat zelf ook uit twee delen, gescheiden door de Aelderstraat, de doorgaande weg. Aan de ene kant van de weg ligt Oud-Aalden (Drents: Aold-Aalden), het oude esdorp dat volledig bestaat uit Saksische boerderijen en is aangewezen als beschermd dorpsgezicht. Aan de andere kant van de weg liggen de nieuwbouwwijken van het dorp.
Aalden is sterk op toeristen gericht. Dit heeft vooral te maken met de aanwezigheid van bungalowpark Aelderholt en golfterrein De Gelpenberg. Ook is er een asielzoekerscentrum bij het dorp gevestigd. Bezienswaardig is, naast Oud-Aalden, onder meer korenmolen de Jantina Hellingmolen (ook wel Aeldermeul genoemd) uit 1891.
Het dorp heeft onder meer  een openbare en een protestants-christelijke basisschool, een supermarkt met postagentschap, een bakker, diverse horecagelegenheden, een tennisvereniging en een voetbalvereniging V.V. Sweel.
De marke van Aalden wordt gekarakteriseerd door essen, kleine bospercelen en groenlanden langs de Aelder- of Westerstroom.

## Fotogalerij

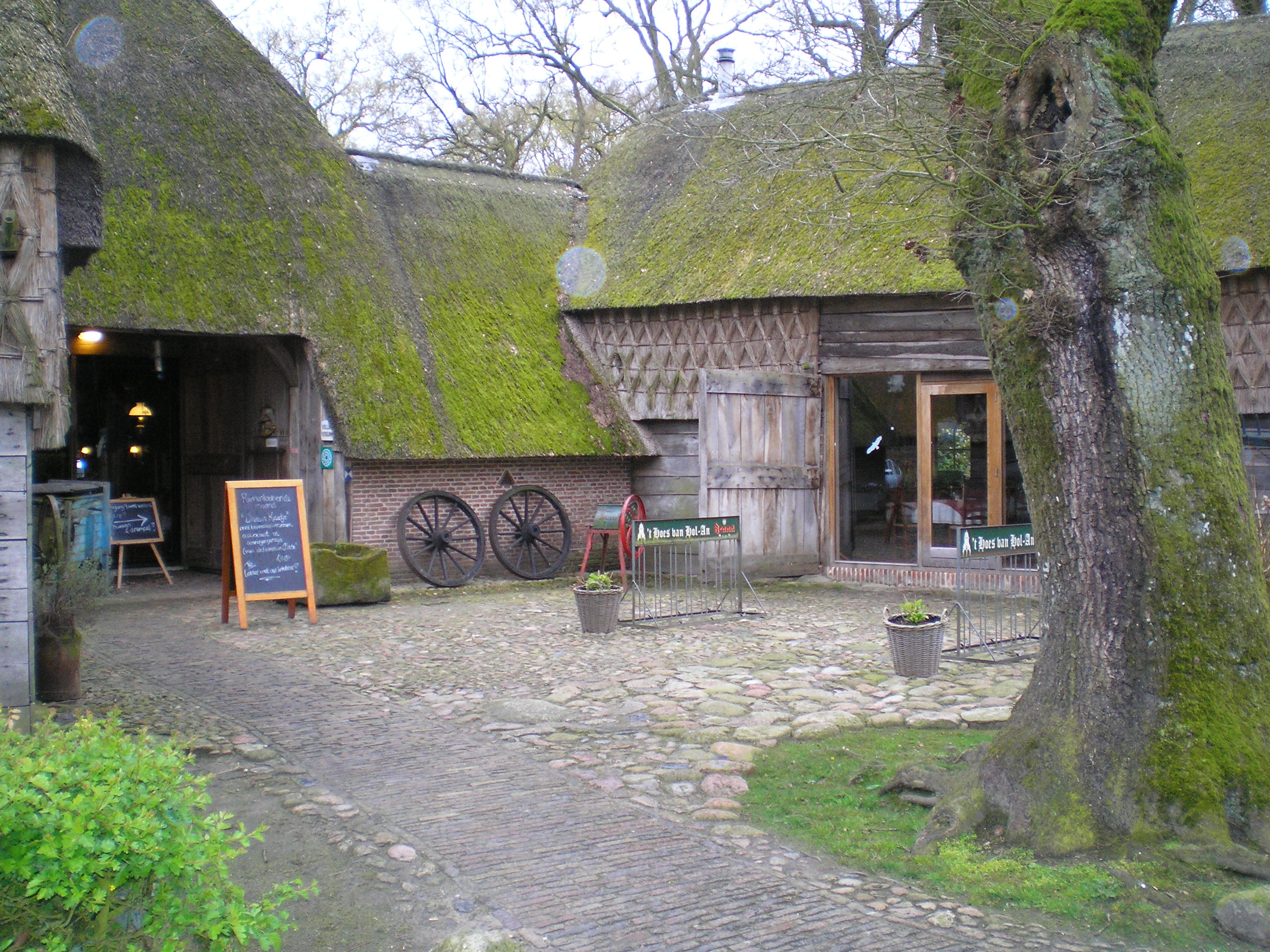
Koffie- en pannenkoekenboerderij 't Hoes van Hol-An, Oud Aalden 11
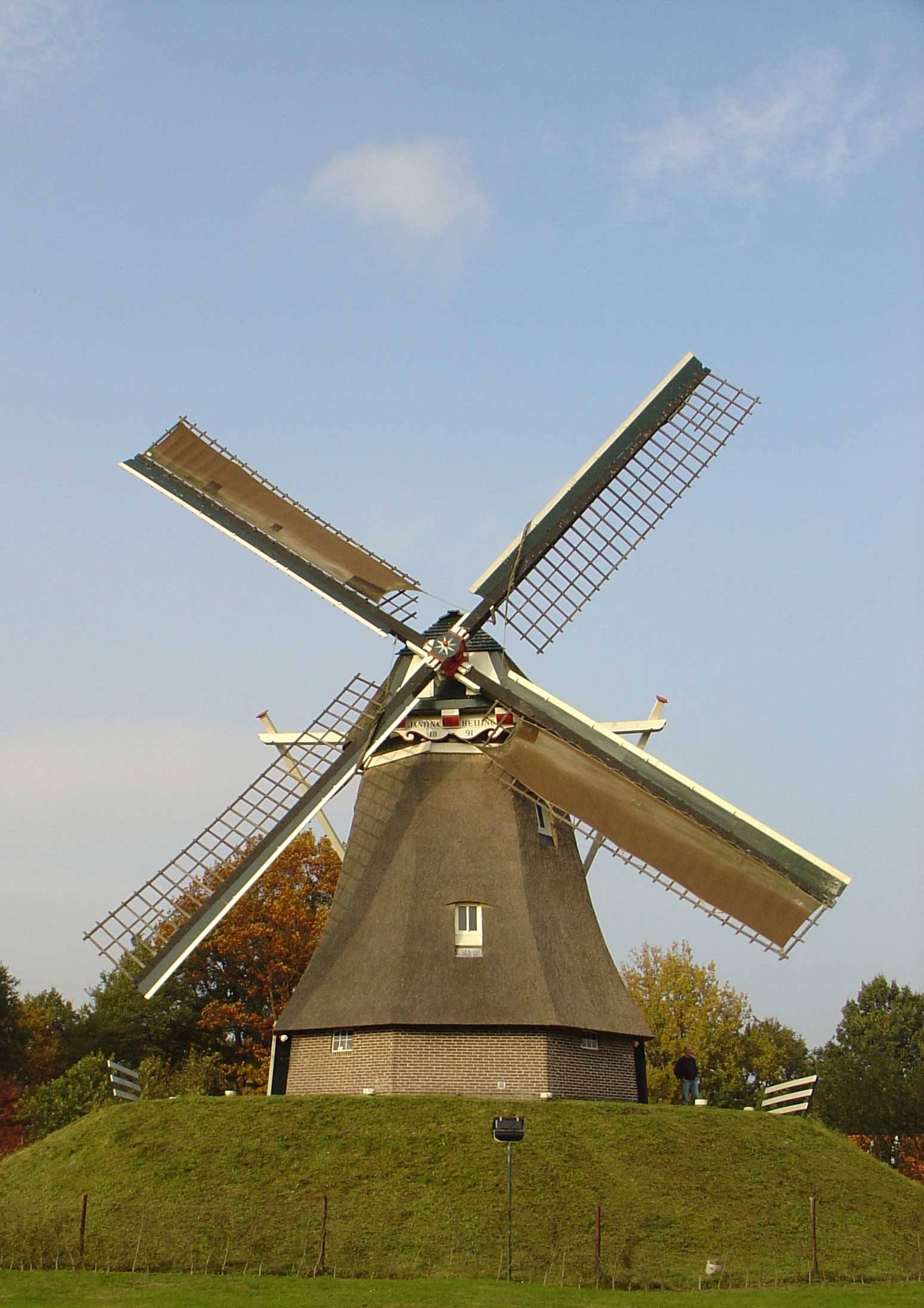
De Jantina Hellingmolen, een achtkantige beltmolen